# Landschaftsschutzgebiet Bachtal bei Burwelle

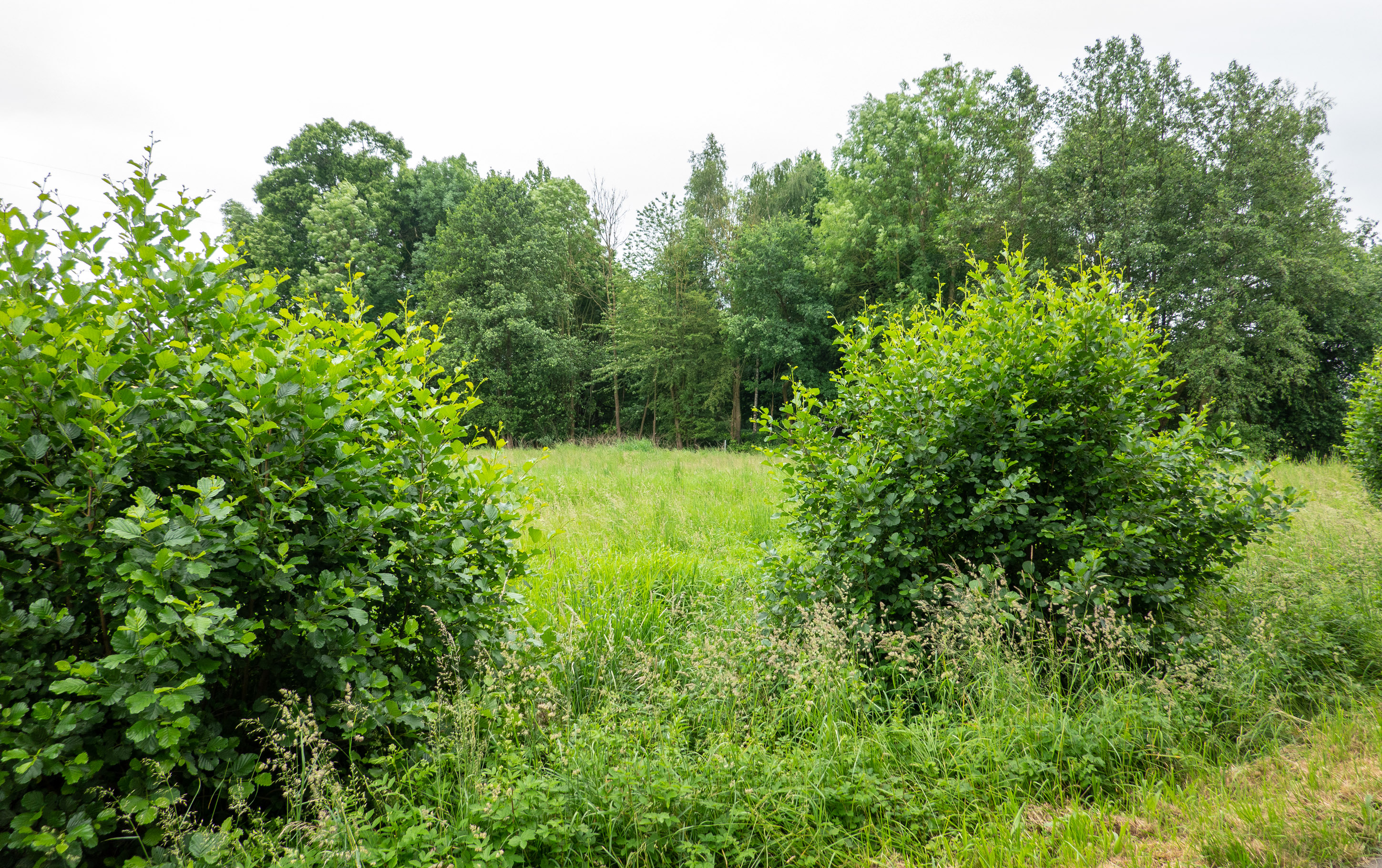
Landschaftsschutzgebiet Bachtal bei Burwelle

Das Landschaftsschutzgebiet Bachtal bei Burwelle mit etwa 26,7 Hektar Flächengröße liegt im Stadtgebiet Bad Salzuflen. Es wurde 2004 mit dem Landschaftsplan „Bad Salzuflen“ durch den Kreistag des Kreises Lippe als Landschaftsschutzgebiet (LSG) ausgewiesen.
Bei dem Bach handelt es sich um den Ehrser Bach, einen Zufluss der Bega.

## Beschreibung
Das Landschaftsschutzgebiet liegt am östlichen Rand von Ehrsen-Breden. Die Bebauung grenzt direkt an. Das LSG umfasst einen vielfältig strukturierten Biotopkomplex in einem 1,5 km langen Talabschnitt. Im Biotopkomplex liegt eine nicht mehr genutzte Fischteichanlage mit vier Teichen, Grünland und Gehölzbereichen. Um die  Fischteichanlage steht ein alter Baumbestand. Das Grünland ist zum größten Teil brachgefallen. Auch Nasswiesenbereichen sind vorhanden. Im westlichen Bereich liegen Fettweidenbereiche. Zu den Gehölzbereichen gehört ein Auenwald mit artenreicher geschlossener Krautschicht und einem kleineren Amphibienlaichgewässer. Am Bach steht ein Ufergehölz.
Der Landschaftsplan führt zum LSG aus: „Der Talbereich erfüllt insgesamt eine wesentliche geländeklimatische Funktion durch Ableitung der auf den umliegenden beackerten Hängen entstehenden Kaltluft bis in die Ortslage hinein.“

## Schutzzwecke für das LSG
Laut Landschaftsplan erfolgte die Ausweisung des LSG:
- „zur Erhaltung und Wiederherstellung der Leistungsfähigkeit des Naturhaushaltes in ökologisch besonders wertvoll strukturierten Bereichen mit Wasser-, Klima- und Biotopschutzfunktionen,“
- „zur Erhaltung und Wiederherstellung von Quellbereichen und naturnahen Fließgewässern, Wald- und Grünlandbereichen unterschiedlicher Feuchtestufen, Feldgehölzen, Hecken und Obstwiesen,“
- „zur Erhaltung morphologisch ausgeprägter Bereiche zur Sicherung der landschaftlichen Eigenart und Vielfalt für die Erholung,“
- „zur Erhaltung wertvoller Biotopkomplexe aus Wald-Grünlandbereichen, Fließgewässern und Quellen sowie Biotopen nach § 62 LG mit wichtigen Refugial-, Puffer-, Trittstein- und Vernetzungsfunktionen,“
- „zur Erhaltung und Wiederherstellung wichtiger Rückzugsräume für die bedrohte Tier- und Pflanzenwelt,“
- „zur Sicherung der das Orts- und Landschaftsbild gliedernden und belebenden und die dörflichen Siedlungsstrukturen prägenden Freiraumelemente.“[1]

## Rechtliche Vorschriften
Im Landschaftsschutzgebiet ist unter anderem das Errichten bzw. Anlegen von Bauten und Fischteichen verboten. Grün- und Brachland darf nicht in eine andere Nutzungsart umgewandelt oder umgebrochen werden. Es ist ferner verboten Hunde frei laufen zu lassen. Vom Verbot ist Hundeeinsatz bei der ordnungsgemäßen Jagd, auf Hof- und Gartenbereichen und der Einsatz von Hütehunden ausgenommen.